# Lup
En lup eller et forstørrelsesglas er et simpelt optisk instrument, der gør brugeren i stand til at studere detaljer ved genstande tæt på og ved en lav forstørrelse på 2-6 gange (mere i visse sammensatte apparater). Den almindelige lup består kun af én samlelinse monteret i en ramme med et håndtag, men mange typer findes med tre linser. Ved at sætte flere linser sammen, kan man opnå en større forstørrelse uden en alt for kraftig fortegning af billedet. En lup er også et klassisk stykke legetøj, der ud over studier af de små ting, kan benyttes som brændeglas og samle Solens stråler på et lille område og sætte ild i forskellige ting. En stor, simpel lup er en fast attribut for den fiktive detektiv Sherlock Holmes. En lup med stor forstørrelse fungerer bedst, når den holdes tæt på øjet og objektet, der skal studeres, også er tæt på.
Botanikere i felten medbringer ofte en lille sammenklappelig lup med to linser. Juvelérer og urmagere har særlige lupper, der kan fastholdes ved øjet, enten ved at klemme musklerne ved øjet lidt sammen, eller ved et bånd om hovedet. Grafikere benytter gerne en lup på et lille stativ, der kan stilles på papiret, negativet eller reprofilmen, en såkaldt trådtæller.
En lup med stor forstørrelse, et stativ til indstilling og bestående af mange linser, er den såkaldte stereolup. Den giver et stereoskopisk billede til begge øjne, og benyttes i mange erhverv. Den forveksles af og til med et egentligt mikroskop. Der er da heller ingen fast grænse imellem en kraftig lup og et mikroskop.